# Вордсвілл (Міссурі)
Вордсвілл (англ. Wardsville) — селище (англ. village) в США, в окрузі Коул штату Міссурі. Населення — 1599 осіб (2020).

## Географія
Вордсвілл розташований за координатами 38°29′34″ пн. ш. 92°10′45″ зх. д. / 38.49278° пн. ш. 92.17917° зх. д. (38.492659, -92.179251).  За даними Бюро перепису населення США в 2010 році селище мало площу 8,99 км², з яких 8,99 км² — суходіл та 0,00 км² — водойми.

## Демографія
Згідно з переписом 2010 року, у селищі мешкало 1506 осіб у 516 домогосподарствах у складі 416 родин. Густота населення становила 168 осіб/км².  Було 529 помешкань (59/км²).
Расовий склад населення:
| - 97,7 % — білих - 0,6 % — чорних або афроамериканців - 0,3 % — вихідців з тихоокеанських островів - 0,3 % — корінних американців - 0,3 % — азіатів |

До двох чи більше рас належало 0,8 %. Частка іспаномовних становила 0,5 % від усіх жителів.
За віковим діапазоном населення розподілялося таким чином: 33,0 % — особи молодші 18 років, 57,6 % — особи у віці 18—64 років, 9,4 % — особи у віці 65 років та старші. Медіана віку мешканця становила 35,3 року. На 100 осіб жіночої статі у селищі припадало 94,3 чоловіків;  на 100 жінок у віці від 18 років та старших — 93,3 чоловіків також старших 18 років.
Середній дохід на одне домашнє господарство  становив 87 582 долари США (медіана — 77 098), а середній дохід на одну сім'ю — 98 749 доларів (медіана — 94 167). Медіана доходів становила 58 661 долар для чоловіків та 42 130 доларів для жінок. За межею бідності перебувало 5,4 % осіб, у тому числі 6,2 % дітей у віці до 18 років та 22,0 % осіб у віці 65 років та старших.
Цивільне працевлаштоване населення становило 983 особи. Основні галузі зайнятості: освіта, охорона здоров'я та соціальна допомога — 25,3 %, публічна адміністрація — 14,6 %, науковці, спеціалісти, менеджери — 10,2 %, фінанси, страхування та нерухомість — 9,2 %.